# Our Common Future
『Our Common Future』（アワー・コモン・フューチャー）は、1987年10月にオックスフォード大学出版局を通じて国連の環境と開発に関する世界委員会 (WCED) から出版された報告書。邦題では『我ら共有の未来』などと訳され、通称「ブルントラント報告書 (Brundtland Report)」としても知られる。

## 解説
この出版は、当時のノルウェー首相で「環境と開発に関する世界委員会」の議長であったグロ・ハーレム・ブルントラントの功績を称えたものである（同委員会はブルントラント委員会とも呼ばれる）。
報告書の目指すところは、持続可能な開発の道を模索する多国間主義と各国の相互依存であり、環境問題を正式な政治的開発領域に導入した1972年の国際連合人間環境会議（ストックホルム会議）の精神を取り戻そうとするものであった。また、環境問題を政治的アジェンダに位置づけ、環境と開発をひとつの問題として議論することを目指した。その後の1992年6月に開催された環境と開発に関する国際連合会議（地球サミット）における「環境と開発に関するリオ宣言」や「アジェンダ21」などの基礎にもなっている。
世界中の公聴会で「政府高官、科学者、専門家、研究機関、実業家、非政府組織の代表、一般市民」から提出された文書と専門家の証言を目録化し、分析・統合した「900日間」の国際的な活動の集大成である。

## 内容
環境と開発に関する世界委員会（ブルントラント委員会）の主な使命は、以下の通りである：
1. 環境と開発に関する国際協力を強化し、既存のパターンから脱却し、必要とされる変化の方向へと政策や出来事に影響を与えることができる新しい協力の形態を評価し、提案すること。
2. 個人、任意団体、企業、研究機関、政府の理解と行動へのコミットメントのレベルを高めること (1987: 347)[注 2]。

## 出版物
- 『地球の未来を守るために』（福武書店〈現・ベネッセコーポレーション〉出版/1987年7月発売/ISBN 978-4828811673）

## 参考情報
- Ahmed, Faiz (2008). An Examination of the Development Path Taken by Small Island Developing States.  オリジナルの2012-10-03時点におけるアーカイブ。 2025年6月27日閲覧。 (pp. 17–26)
- Iris Borowy, Defining Sustainable Development: the World Commission on Environment and Development (Brundtland Commission), Milton Park: earthscan/Routledge, 2014
- WBGU (10 July 2019). Our common digital future – a draft charter for a sustainable digital age. Berlin, Germany: German Advisory Council on Global Change (WBGU) 2025年6月27日閲覧。  PDF version.
- 『Our Common Future（邦題：我ら共有の未来）』（概要） (PDF)  - 環境省